# Remington Model 8
O Remington Model 8 é um rifle semiautomático de fogo central, projetado por John Browning e produzido pela Remington Arms, apresentado como "Remington Autoloading Rifle" em 1905, embora o nome tenha sido alterado para "Remington Model 8" em 1911.

## Histórico
Em 16 de outubro de 1900, John Browning recebeu a patente Patente E.U.A. 659 786 para o rifle, que ele então vendeu para a Remington. Fora dos EUA, este rifle foi feito pela Fabrique Nationale de Liège, Bélgica, e comercializado como "FN Browning 1900".

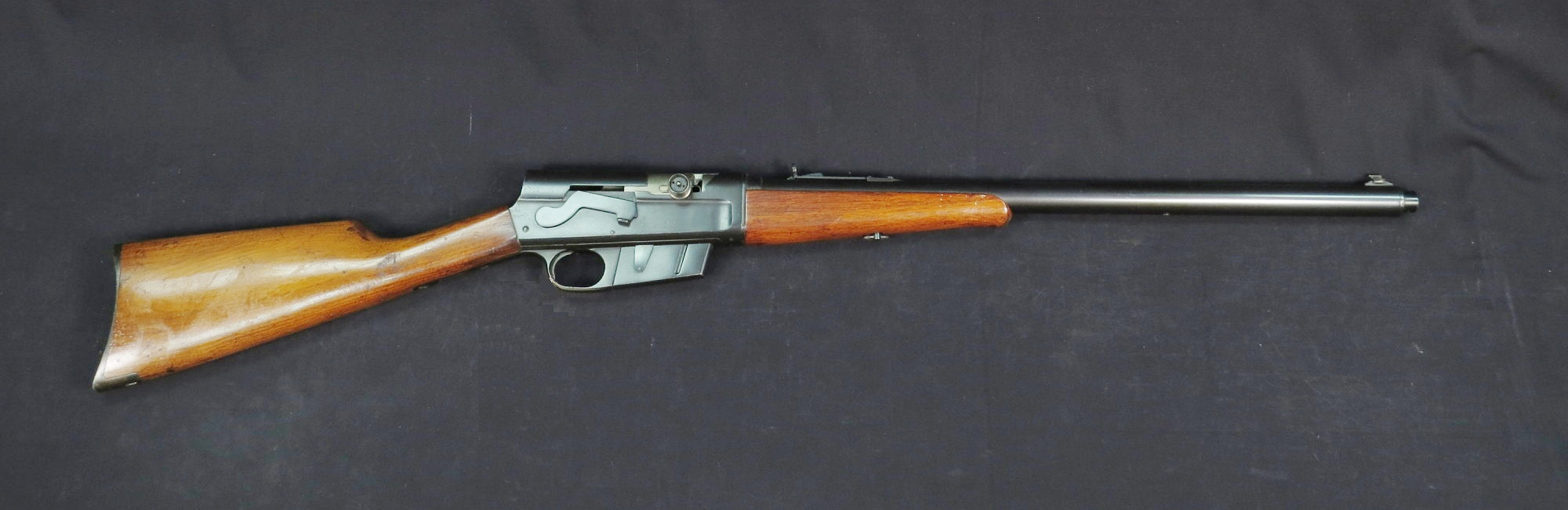
O Remington Model 8 em sua apresentação "Standard".

Sob um acordo entre a Remington e a FN, o Model 8 seria vendido nos Estados Unidos enquanto o "FN 1900" seria vendido em outros lugares. Apesar de ter um mercado maior, o "FN 1900" foi vendido predominantemente para caçadores na Europa Ocidental e Canadá.

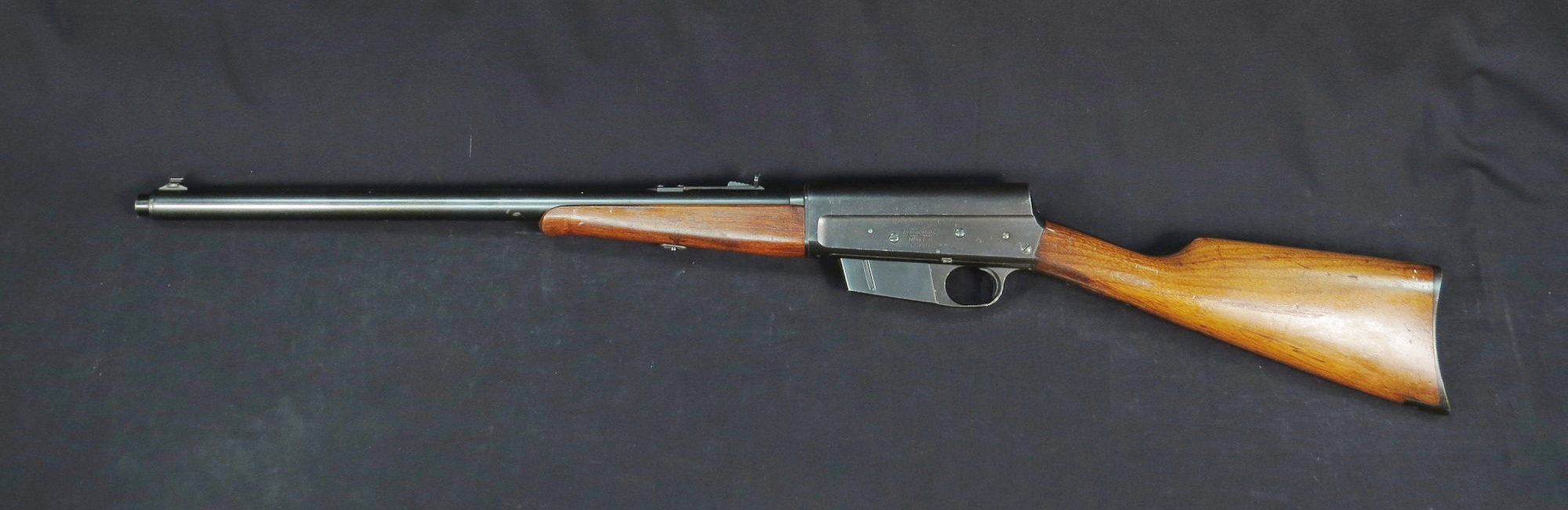
Remington Model 8 ("Standard").

Devido à natureza nova e ainda não comprovada do rifle semiautomático, o "FN 1900" nunca teve o mesmo nível de vendas que o Model 8. Cameron Woodall do "The Great Model 8", um site dedicado ao rifle, postula que isso provavelmente se deve a dificuldade de convencer os caçadores europeus a gastar dinheiro em um rifle caro que poucas pessoas haviam visto antes. Devido às vendas fracas, apenas 4.913 modelos "FN 1900" foram produzidos em comparação com os mais de 80.000 produzidos do Model 8.

## Projeto e características
O rifle Remington Model 8 foi o primeiro rifle semiautomático comercialmente bem-sucedido oferecido para venda civil nos Estados Unidos.

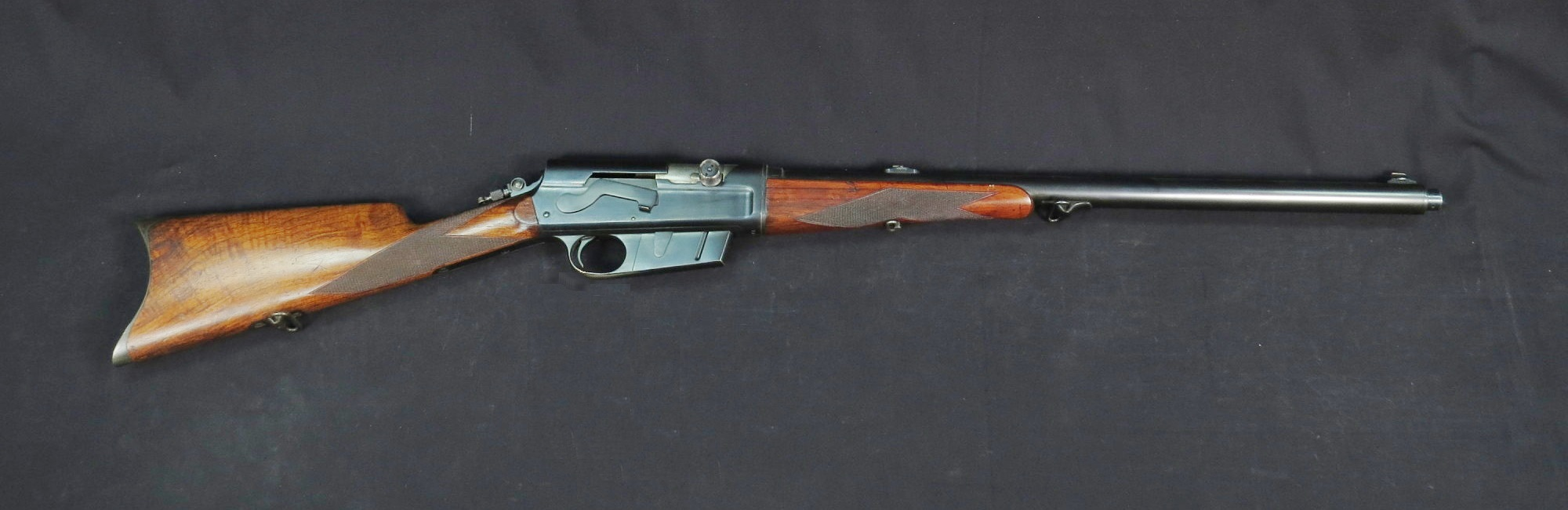
O Remington Model 8 em apresentação "Standard",
porém com zigrinado no punho e no guarda-mão.

É operado por recuo longo e usa uma "cabeça" de ferrolho giratória. Após o disparo, o cano e o ferrolho, ainda travados juntos, movem-se para trás dentro do receptor e comprimem duas molas de recuo. Em seguida, o ferrolho é retido enquanto o cano é devolvido para a frente por uma das molas que permitem a extração e a ejeção. Assim que o cano é devolvido, o ferrolho retorna para a frente pela segunda mola; ao fazer isso, ele pega um cartucho novo do carregador e o carrega na câmara. O Remington Model 8 tem um carregador fixo de 5 tiros e um dispositivo de pino de retenção que engata depois que o carregador está vazio. É um projeto de arma desmontável, o que significa que o cano e o receptor são facilmente separados sem ferramentas, permitindo um pacote menor para o transporte.

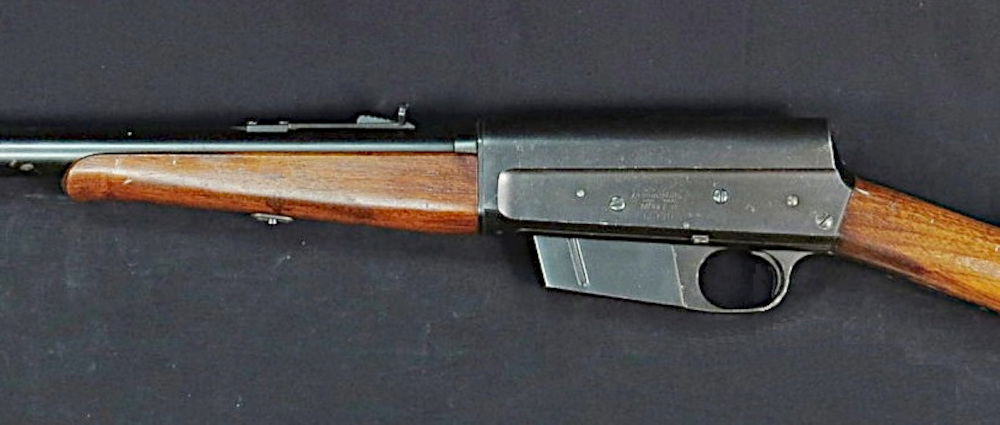
O carregador de caixa do Remington Model 8, apesar de parecer um carregador destacável, é fixo na arma, e não pode ser substituído em campo.

A Remington criou quatro novos cartuchos para o rifle Model 8: o .25 Remington, o .30 Remington, o .32 Remington e o .35 Remington. Esses cartuchos eram designs sem aro para permitir a alimentação confiável de cartuchos. O Model 8 foi oferecido em cinco graus de acabamento ("Standard", "Special", "Peerless", "Expert" e "Premier") e foi o primeiro rifle semiautomático de alta potência realmente confiável a ser comercializado (1906).

## Utilização
O principal mercado para o Model 8 era a caça esportiva. O Model 8 foi usado como uma arma de polícia, modificado para usar carregadores destacáveis de capacidade estendida, entre outras mudanças. Embora muitas vezes cogitado, não foi utilizado na Primeira Guerra Mundial, foi utilizado pelo pessoal da "Aéronautique Militaire" em números muito pequenos.
O Model 8 é conhecido como o rifle de escolha do famoso Texas Ranger Frank Hamer. O rifle de Hamer era um Model 8 no calibre .35" personalizado com um carregador de 15 cartuchos de encomenda especial da loja de artigos esportivos Petmeckey em Austin, Texas. Ele tinha o número de série 10045, e este foi apenas um, dos pelo menos dois Model 8 usados na emboscada de Bonnie Parker e Clyde Barrow. O rifle foi modificado para aceitar um carregador de 20 cartuchos "apenas para a polícia", e era obtido através da "Peace Officers Equipment Company" de St. Joseph, Missouri.

## Variantes

### Model 81 Woodsmaster
Em 1936, a Remington abandonou o Model 8 e apresentou o Model 81 Woodsmaster com melhorias, projeto de C.C. Loomis. O Model 81 foi oferecido também em .300 Savage e as câmaras para .25 Remington foram descontinuadas depois que apenas um pequeno número de Model 81 foi solicitado para esse cartucho. Além disso, continuou sendo oferecido nas classes "Standard" (81A), "Special" (81B), "Peerless" (81D), "Expert" (81E) e "Premier" (81F).
Em 1938 a Remington começou a desenvolver uma versão do Model 81 para o FBI, que buscava um substituto para o Winchester Model 1907, com o qual estava insatisfeito depois do massacre de Kansas City em 1933. Para atender a essa finalidade, o Model 81 foi modificado e apresentado como "Model 81 FBI". O FBI adquiriu alguns rifles Model 81 com câmaras para o .30 Remington e o .35 Remington. Esse modelo, se distinguia do de uso civil, basicamente pelo conjunto de mira (alça de massa), modificados para maior precisão, e depois dos testes e avaliações, o cartucho .30 Remington foi o escolhido. A especificação do FBI para esse rifle foi alterada em 1944, tornando-o praticamente idêntico ao modelo civil.
A produção do Model 81 cessou em 1950.